# Parkour

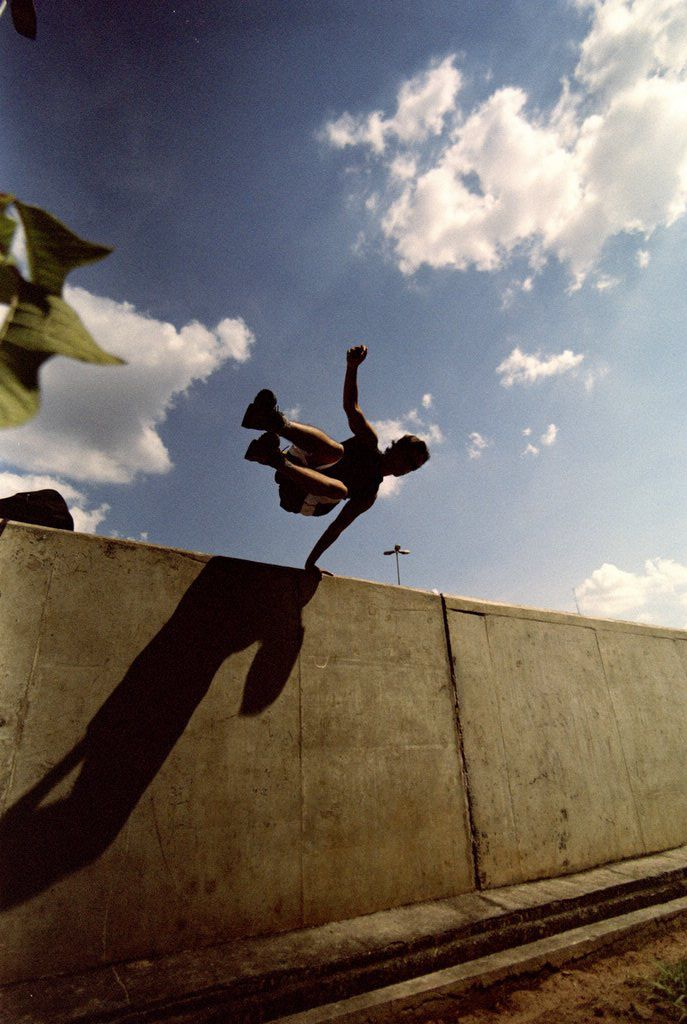
Parkour

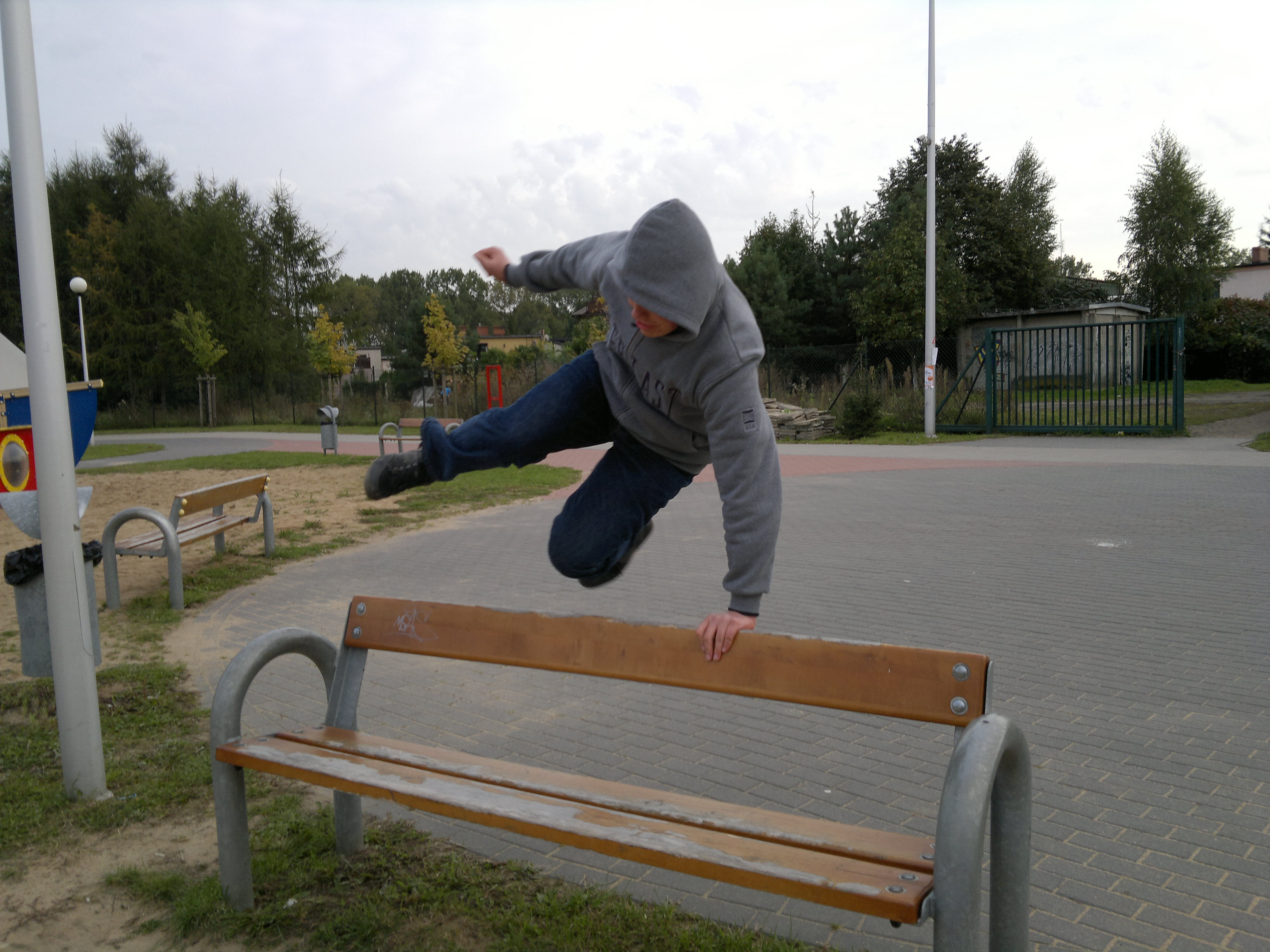
Traceur pokonujący przeszkodę

Parkour (wymowa: [paʁˈkuʁ]; często skracane do PK) bądź l'art du déplacement (fr. sztuka przemieszczania się) – pochodząca z Francji forma aktywności fizycznej. Za twórcę parkour uznaje się Davida Belle'a.
Jest rodzajem aktywności fizycznej polegającej na pokonywaniu przeszkód (głównie w przestrzeni miejskiej) w jak najprostszy i najszybszy sposób, przy użyciu różnych technik. Mężczyzna uprawiający parkour to traceur [tʁa'sœʁ], a kobieta traceuse [tʁa'søz]. Dopuszczalne są również polskie formy traser i traserka. Często bywa mylony z freerunem.

## Etymologia
Nazwa „parkour” stanowi neologizm, stworzony w 1998 roku przez przyjaciela Davida Belle’a – Huberta Koundé. Pochodzi od francuskiego słowa parcours – trasa, droga, przebieg, które z kolei wywodzi się z łacińskiego percursus.

## Opis
Parkour nie jest luźnym zbiorem pojedynczych technik, należy go rozpatrywać jako całość biegu (flow). Nie należą do niego również (choć bywają do niego mylnie zaliczane) rozmaite techniki akrobatyczne, takie jak salta.
Parkour nie ma ściśle określonych technik, ale społeczność parkour stworzyła techniki, które są używane przez wielu traceurów na całym świecie. Ogólnoświatowa nazwa to Vaults. Są to m.in.:
- Safety – najbardziej podstawowa i najbezpieczniejsza technika pokonywania murków czy barierek. Technika wykorzystuje 2 punkty podparcia na przeszkodzie – prawa ręka + lewa noga lub lewa ręka + prawa noga. Safety jest techniką, która pozwala na pokonanie przeszkody, bez zwalniania biegu.[1][2]
- Speed – bardziej zaawansowana wariacja Safety. W tej technice pomija się dotknięcie przeszkody nogą.
- Lazy – technika polegająca na pokonaniu przeszkody w „luźny” sposób, tzn. bez zbędnego wysiłku/wyskoku/dynamiki.
- Dash – technika polegająca na pokonaniu przeszkody w pełnym biegu. Traceur wyskakuje tuż nad przeszkodą (z nogami do przodu), a następnie dodaje ręce z tyłu za sobą, aby bezpiecznie wylądować za murkiem/barierką.
- Reverse – widowiskowa technika, polegająca na pokonaniu przeszkody w powietrzu, przy użyciu obrotu przez bark.
- „Wbita” (Passe Muraille [pas myˈʁaj]) – wbiegnięcie na pionową, wysoką ścianę.
- Lashe (Lâché [laˈʃe]) – mocniejsze bujnięcie się w zwisie na rurce, powodujące znaczny skok w przód
- Małpa/Monkey/Cat pass (Saut de Chat [so də ʃa]) – skok podobny do skoku kucznego przez kozła lub konia. Najpierw przeszkody dotykają ręce, a nogi przechodzą pomiędzy rękami.[1][2]
- Cat leap (Saut de Bras [so də bʁa]) – technika lądowania skoku na krawędzi ściany/ściany z barierką. Polega na zawiśnięciu na krawędzi niczym wspinający się kot.
- „Prec”/Precission Jump (Saut de Précision [so də pʁesiˈzjɔ̃]) – skok obunóż (koniecznie złączone kolana oraz kostki) z lądowaniem na palce/śródstopie na krawędzi murka, barierki lub innej przeszkody.[1][2]
- Roll (Roulade [ʁuˈlad]) – przewrót przez bark.
- Balans (Équilibre [ekiˈlibʁ]) – nie tyle technika, co pewna umiejętność poczucia równowagi i przestrzeni. Traceurzy ćwiczą balans na krawężnikach, wąskich murkach czy barierkach.[3]

Jako sport Parkour ceniony jest przede wszystkim za swoją wolność, brak ścisłych zasad oraz szerokie możliwości trenowania. Jest jednym z niewielu aktywności fizycznych, które nie wymagają dodatkowego sprzętu. Traceurom wystarczy wygodny strój – najczęściej odpowiednio większe i luźniejsze dresy – oraz wygodne buty na płaskiej podeszwie (zapewnia odpowiednie wyczucie każdej przeszkody).
Parkour to nie tylko sport, ale również pewna filozofia („Be strong to be useful”) i sposób życia. Osoby trenujące parkour, w zupełnie inny sposób postrzegają rzeczywistość i otaczające je przestrzeń miejską – tam gdzie inni widzą przeszkody, traceurzy widzą rozmaite możliwości i trasy na ich pokonanie.

## Rozprzestrzenianie się parkour
Film Luca Bessona Yamakasi – współcześni samurajowie, a także Yamakasi 2: Synowie wiatru, 13 Dzielnica i 13 Dzielnica ultimatum oraz  Brick Mansions Najlepszy z najlepszych  z Davidem Bellem i Paulem Walkerem rozpropagowały parkour i uczyniły go popularnym. Pomogły w tym również dwa angielskie filmy dokumentalne: Jump London i Jump Britain, przedstawiające freerun. Parkour trafił też do świata rozrywki elektronicznej. W grach z serii Mirror's Edge i Assasin's Creed postacie sterowane przez graczy wykorzystują parkour do przemieszczenia się po stworzonym przez twórców świecie gry.

## Parkour w Polsce
W 2014 do życia została powołana Polska Federacja Parkour i Freerun (w skrócie PFPF). Jest organizacją nonprofit, której zadaniem jest propagowanie parkour i freerun jako dyscyplin sportowych oraz formy aktywnego wypoczynku. Federacja powstała, aby wspierać działania polskich organizacji zajmujących się sztuką przemieszczania się oraz rozwijać te dyscypliny. Kolejnymi zadaniami Federacji jest doprowadzenie do uregulowania prawnego tych aktywności, ujednolicenia metod szkoleniowych i zasad współzawodnictwa oraz czuwanie nad jakością użytkową coraz częściej powstających w Polsce placów do treningu parkour/freerun.

### Organizacje wchodzące w skład Federacji
- Klub Sportowy Movement
- Parkour Płock
- Stowarzyszenie Arte Kalisz
- FromGym2Street Krościenko nad Dunajcem
- Stowarzyszenie Krakowski Parkour
- Stowarzyszenie Parkour United
- Sky Freerun Poznań
- UKS Parkour Gdynia
- UKS Parkour Wejherowo
- EXEO Poland (członek wspierający)[5]

Parkour zyskuje coraz większą popularność wśród dzieci i młodzieży. Jako sport zapewnia on 3 naturalne potrzeby młodego człowieka – bieganie, skakanie oraz wspinaczka. Dzięki odpowiedniej metodyce nauczania i dostosowania poziomu do naturalnych umiejętności młodych adeptów, parkour rozwija umiejętności panowania nad własnym ciałem, pojęcie przestrzeni w powietrzu (tzw. air awarness), rozwija koordynację ruchową oraz ogólną sprawność fizyczną.